# Карл Олаф Зонне
Карл Олаф Зонне (дан. Carl Olaf Sonne, повне ім'я Карл Олаф Арбо Кофоед Зонне, дан. Carl Olaf Arboe Kofoed Sonne; 16 квітня 1882, Сванеке, острів Борнхольм — 3 червня 1948, Копенгаген) — данський науковець, паразитолог та бактеріолог, відомий виявленням одного з видів роду шигел, який названий на його честь Shigella sonnei.
Був сином Олафа Матіаса Кофоеда Лассена Зонне та Андреа Джуліани Кууре, виріс у Сванеке, провінційному місті на Борнхольмі. Мав 6 братів та сестер. Закінчив Копенгагенський університет у 1907 році, потім працював у Державному інституті сироватки крові, у 1915 році виявив у хворого на дизентерію бактерію, відому нині як Shigella sonnei.
З 1913 по 1917 рік Зонне був лікарем-резидентом в університетській клініці Rigshospitalet у Копенгагені. Тоді він інтенсивно співпрацював з данським бактеріологом Гансом Грамом. З 1918 по 1929 рік був керівником експериментальної лабораторії в інституті Фінзена. Тут він одним з перших показав, що сонячне світло утворює вітамін D у шкірі та пояснив його цінність при лікуванні рахіту. Одним з його головних наукових інтересів була фізіологія дихання.
У жовтні 1909 року він одружився з Марі Йоганною Петерсен. У них було четверо дітей: Олаф, Карен, Лассен Малер (доктор медицини) та Мая Кіркебі.